# Tipula gracilirostris
Tipula gracilirostris är en tvåvingeart som beskrevs av Alexander 1938. Tipula gracilirostris ingår i släktet Tipula och familjen storharkrankar. Inga underarter finns listade i Catalogue of Life.